# DVD-D
DVD-D, также известные как disposable DVDs («одноразовые DVD»), — снятый с производства тип одноразовых цифровых универсальных дисков/цифровых видеодисков, разработанных для использования в течение 48 часового периода после открытия упаковки. По прошествии этого времени DVD-диски становились нечитаемыми для DVD-плееров, поскольку они содержали химическое вещество, которое по истечении установленного периода времени предотвращало чтение данных DVD-приводами. Сам по себе носитель был нейтрален к защите от копирования и не требовал установки дополнительных типов приложений управления цифровыми правами для доступа к содержимому.